# Frontenay Rohan-Rohan
Frontenay Rohan-Rohan és un municipi francès situat al departament de Deux-Sèvres i a la regió de la Nova Aquitània. L'any 2007 tenia 2.952 habitants.

## Demografia

### Població
El 2007 la població de fet de Frontenay Rohan-Rohan era de 2.952 persones. Hi havia 1.118 famílies de les quals 251 eren unipersonals (115 homes vivint sols i 136 dones vivint soles), 363 parelles sense fills, 419 parelles amb fills i 85 famílies monoparentals amb fills.
La població ha evolucionat segons el següent gràfic:
Habitants censats

### Habitatges
El 2007 hi havia 1.225 habitatges, 1.138 eren l'habitatge principal de la família, 30 eren segones residències i 57 estaven desocupats. 1.182 eren cases i 39 eren apartaments. Dels 1.138 habitatges principals, 825 estaven ocupats pels seus propietaris, 295 estaven llogats i ocupats pels llogaters i 18 estaven cedits a títol gratuït; 6 tenien una cambra, 45 en tenien dues, 169 en tenien tres, 311 en tenien quatre i 606 en tenien cinc o més. 918 habitatges disposaven pel capbaix d'una plaça de pàrquing. A 443 habitatges hi havia un automòbil i a 611 n'hi havia dos o més.

### Piràmide de població
La piràmide de població per edats i sexe el 2009 era:
| Homes | Edats   | Dones |
| ----- | ------- | ----- |
| 4     | 95 o +  | 4     |
| 4     | 90 a 94 | 32    |
| 8     | 85 a 89 | 24    |
| 8     | 80 a 84 | 20    |
| 52    | 75 a 79 | 44    |
| 32    | 70 a 74 | 56    |
| 60    | 65 a 69 | 64    |
| 32    | 60 a 64 | 48    |
| 100   | 55 a 59 | 116   |
| 84    | 50 a 54 | 96    |
| 88    | 45 a 49 | 84    |
| 80    | 40 a 44 | 84    |
| 112   | 35 a 39 | 116   |
| 104   | 30 a 34 | 104   |
| 80    | 25 a 29 | 100   |
| 92    | 20 a 24 | 40    |
| 80    | 15 a 19 | 72    |
| 72    | 10 a 14 | 64    |
| 88    | 5 a 9   | 96    |
| 96    | 0 a 4   | 60    |

## Economia
El 2007 la població en edat de treballar era de 1.869 persones, 1.449 eren actives i 420 eren inactives. De les 1.449 persones actives 1.347 estaven ocupades (688 homes i 659 dones) i 102 estaven aturades (50 homes i 52 dones). De les 420 persones inactives 166 estaven jubilades, 141 estaven estudiant i 113 estaven classificades com a «altres inactius».

### Ingressos
El 2009 a Frontenay Rohan-Rohan hi havia 1.186 unitats fiscals que integraven 2.982 persones, la mediana anual d'ingressos fiscals per persona era de 18.976 €.

### Activitats econòmiques
Dels 87 establiments que hi havia el 2007, 1 era d'una empresa extractiva, 2 d'empreses alimentàries, 4 d'empreses de fabricació d'altres productes industrials, 20 d'empreses de construcció, 13 d'empreses de comerç i reparació d'automòbils, 5 d'empreses de transport, 4 d'empreses d'hostatgeria i restauració, 5 d'empreses financeres, 6 d'empreses immobiliàries, 10 d'empreses de serveis, 13 d'entitats de l'administració pública i 4 d'empreses classificades com a «altres activitats de serveis».
Dels 36 establiments de servei als particulars que hi havia el 2009, 1 era una oficina d'administració d'Hisenda pública, 1 gendarmeria, 1 oficina de correu, 3 oficines bancàries, 4 tallers de reparació d'automòbils i de material agrícola, 2 paletes, 3 guixaires pintors, 6 fusteries, 3 lampisteries, 3 electricistes, 2 perruqueries, 1 veterinari, 1 restaurant, 3 agències immobiliàries, 1 tintoreria i 1 saló de bellesa.
Dels 8 establiments comercials que hi havia el 2009, 1 era un supermercat, 3 fleques, 1 una llibreria, 2 botigues de roba i 1 una floristeria.
L'any 2000 a Frontenay Rohan-Rohan hi havia 40 explotacions agrícoles que ocupaven un total de 2.232 hectàrees.

## Equipaments sanitaris i escolars
L'únic equipament sanitari que hi havia el 2009 era una farmàcia.
El 2009 hi havia 1 escola maternal i 2 escoles elementals. Frontenay Rohan-Rohan disposava d'un col·legi d'educació secundària amb 592 alumnes.

## Poblacions més properes
El següent diagrama mostra les poblacions més properes.